# Christian Meltzer

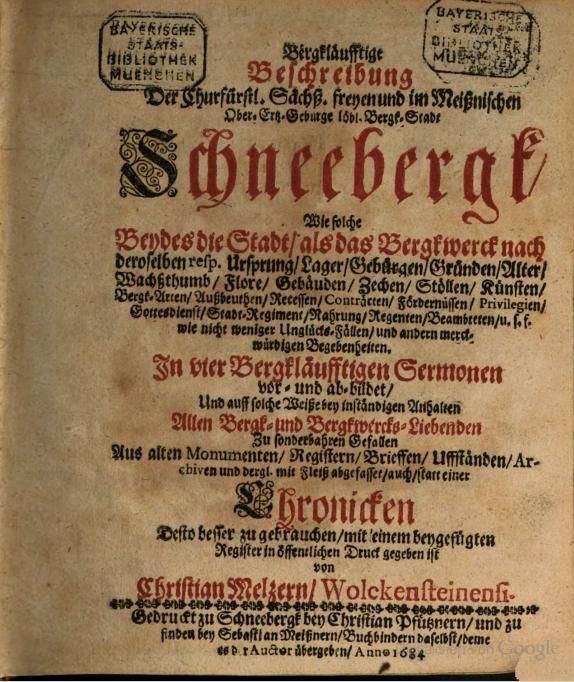
Titelblatt der Geschichte von Schneeberg (Erzgebirge), erschienen 1684

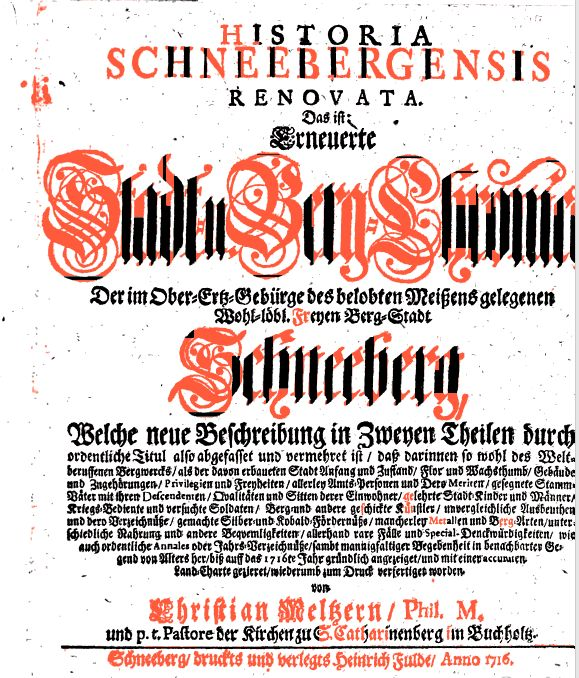
Titelblatt der Geschichte von Schneeberg, erschienen 1716

Christian Meltzer (* 25. November 1655 in Wolkenstein; † 12. April 1733 in Buchholz) war ein deutscher Pfarrer sowie bedeutender Chronist des Erzgebirges.

## Leben
Meltzer wurde 1655 als Sohn des Bürgers und Schneidermeisters George Meltzer in der erzgebirgischen Stadt Wolkenstein geboren. Nach eigener Aussage war sein Vater ein „rechter Israëliter“. Im Alter von fünf Jahren erhielt er den ersten Unterricht und aufgrund seiner schnellen Auffassungsgabe nebenbei noch Privatstunden. 1670 wechselte er an das Gymnasium der sächsischen Bergstadt Freiberg, wo er einen ersten Einblick in die Vielfalt des Berg- und Hüttenwesens erhielt. In den letzten beiden Jahren seines Aufenthalts in Freiberg verdingte er sich beim Schichtmeister August Körmser als Hauslehrer und konnte so seine montanistischen Kenntnisse erlangen, die sein späteres Werk prägten. An der Universität Leipzig studierte Meltzer von 1676 bis 1680 Theologie, Jura und Philosophie. 1680 trug er sein Erstlingswerk Vom Erzgebirgischen Silber-Bergwerck in Meißen in einer öffentlichen Disputation vor. Aufgrund des Ausbruchs der Pest verließ er Leipzig 1680. Nach kurzen Aufenthalten in Wolkenstein und Aue wurde Meltzer Hauslehrer des Stadtsyndikus Hölzel in Schneeberg. Mehrfach hielt er in der dortigen St. Wolfgangskirche öffentliche Predigten, in denen er mit seiner Volkstümlichkeit und bergmännischer Fachkenntnis glänzte. 1683 fasste er sie unter dem Titel Bergpredigten zu einer ersten Chronik der Stadt Schneeberg zusammen. Zurückgekehrt nach Leipzig, konnte Meltzer 1685 den Titel Magister erlangen. Sein weiterer Lebensweg führte zurück ins Erzgebirge. 1687 wurde er als Pfarrer in die Bergstadt Buchholz berufen, wo er 46 Jahre lang bis zu seinem Tod wirkte.
Sein Hauptwerk, die Historia Schneebergensis renovata, gilt als ein Meisterwerk erzgebirgischer Heimatgeschichtsforschung. Neben der Darstellung der mit den ersten Silberfunden 1470 beginnenden Stadtgeschichte enthält es eine ausgiebige Behandlung des Bergbaus und Hüttenwesens der Umgebung. Anschließend begann Meltzer die Geschichte seines Wirkungsorts Buchholz niederzuschreiben. Das Manuskript der Historischen Beschreibung des St. Catharinenberges im Buchholz wurde jedoch erst fast zwei Jahrhunderte später durch Heinrich Harms zum Spreckel zum Druck gebracht.
Meltzer war zweimal verheiratet und Vater von acht Kindern.

## Ehrungen
In seinem Wirkungsort Buchholz befindet sich ein schlichtes Grabmal in der St. Katharinenkirche, das die Inschrift trägt: „Hier ruht ein Gottes-Mann, Der sechs und vierzig Jahre Das anbefohlne Werck des Herren ausgericht. Sein bergmännischer Mund rieff von der Todten Bahre: Schatz! Kinder! Viel Glück auff! Buchholz vergiß mein nicht!“
In Schneeberg trägt eine Straße seinen Namen, ebenso in Buchholz.

## Werke
- Bergkläufftige Beschreibung Der Churfürstl. Sächß. freyen und im Meißnischen Ober-Ertz-Geburge löbl. Bergk-Stadt Schneebergk. 1684 (Digitalisat)
- Gangraena Metallica in Hermunduris. Lipsiae 1685 (Digitalisat)
- Glück Auff! De Hermundurorum Metallurgia Argentaria. Vom Ertzgebürgischen Silber-Bergkwerck in Meissen. 1690 (Digitalisat)
- De Adulterio desponsatorum, vulgo Vom Ehebruch der Verlobten. Juristische Dissertation, Verlag Johannis Georg, Leipzig 1692 (Digitalisat)
- Thumische Brand- und Trost-Predigt. 1702
- Christliche Bergk-Predigt. 1704
- Historia Schneebergensis renovata – Erneuerte Stadt- und Berg-Chronica der im Ober-Ertz-Gebürge des belobten Meißens gelegenen wohl-löbl. Freyen Berg-Stadt Schneeberg, bei Heinrich Fulde, Schneeberg 1716 (Digitalisat)
- Historische Beschreibung des St. Catharinenberges im Buchholz. Annaberg i. Erzgeb., o. J. [1928/1930] (Digitalisat)